# Alan Hudson
Alan Anthony Hudson (Londra, 21 giugno 1951) è un ex calciatore inglese, di ruolo centrocampista.

## Carriera

### Club
Ha giocato nel campionato inglese e statunitense.

### Nazionale
Esordì in nazionale nel 1975, giocando due partite.

## Palmarès

### Club

#### Competizioni nazionali
- Coppa d'Inghilterra: 1

Chelsea: 1969-1970
- Second Division: 1

Chelsea: 1983-1984

#### Competizioni internazionali
- Coppa delle Coppe: 1

Chelsea: 1970-1971